# Argyll

Argyll (Аргайл) — з 1899 року шотландський виробник автомобілів. Штаб-квартира розташована в місті Бріджтон. У 1915 році компанію купує Джон Брімлоу. У 1932 році компанія припинила виробництво автомобілів, проте воно продовжувалось протягом 1976–1990 років.

## Олександр Гован
Олександр Гован народився поблизу Глазго в 1869 році в бідній сім'ї розтягувальника тканин, ріс він в нетрях, і коли досяг віку, у якому брали хлопчиків на роботу, пішов працювати на ту ж компанію, де працював його батько. Коли він підріс, він продовжував працювати, але вночі він навчався в Технічному коледжі Західної Шотландії, вчився він добре, і за це отримував стипендію.
У 24 роки він разом зі своїм зведеним братом Джоном Вортоном засновує фірму, яка починає випускати велосипеди марки Worvan, назва складалася з прізвищ засновників. Однак цей час був складним для велосипедних компаній, і багато іменитіших фірм змушені були припинити своє існування. Після закриття свого бізнесу Гован йде працювати в Eadie Manufacturing Co, що в Вустерширі, яка спеціалізувалася на швейних машинках і велосипедах. У травні 1897 року ця компанія привозить три машини: Vallee, Mors і Benz. Всі машини були розібрані до гвинтика, щоб вивчити конструкцію і побудувати власну машину, відповідальним за цю справу призначили Гована.
Навесні 1899 року Алекс Гован вирішує повернутися до Шотландії, після прибуття він влаштувався на роботу торговим представником фірми Charles Churchill and Co, проте вже в серпні того ж року його наймає фірма The Scottish Manufacturing Company, яка виробляла компоненти для велосипедів. Фірма перебувала на межі зникнення, і банкротний керуючий Вільям А. Сміт шукав нового менеджера, який міг би вдихнути в підприємство життя, вибір ліг на Гована.

## Заснування компанії. Початок виробництва автомобілів

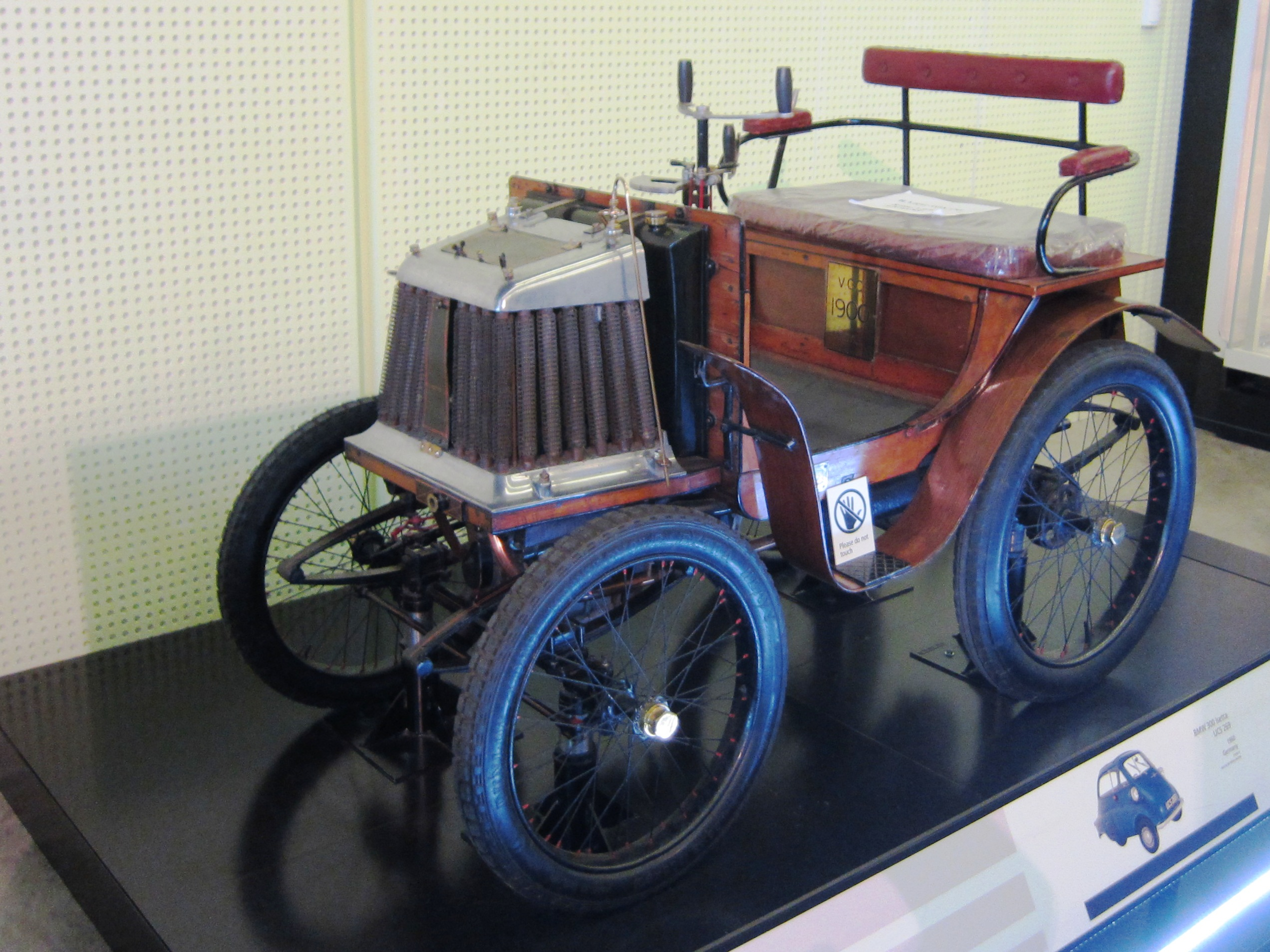
Argyll 5HP Voiturette

У жовтні 1899 року Гован перейменовує фірму в The Hozier Engineering Company, оскільки підприємство розташовувалось по вулиці Хозьєр в Глазго, нова фірма повинна була спеціалізуватися на ремонті і обслуговуванні автомобілів марок De Dion, Renault і Darracq. До кінця року з'являється перший автомобіль, який назвали Argyll на честь західної частини Шотландії — Аргіллу. Автомобіль нагадував по конструкції французький Renault, а як рушій використовувався 318-кубовий одноциліндровий De Dion, потужністю 2,75 к.с..

Argyll 8HP

Автомобіль, побудований на трубчастій рамі, пішов у виробництво в червні 1900 року, до 1901 року було продано 90 автомобілів, а в новому, 1901 році, була побудована нова модель, на яку встановили новий 800-кубовий 5-сильний двигун, а також нову 3-ступінчасту коробку передач, яку сконструював особисто Гован, вона мала окремий важіль заднього ходу. Як і попередня машина, ця мала кардан, а не ланцюговий привід. Кузов на новій машині міг бути як 2-, так і 4-місним.

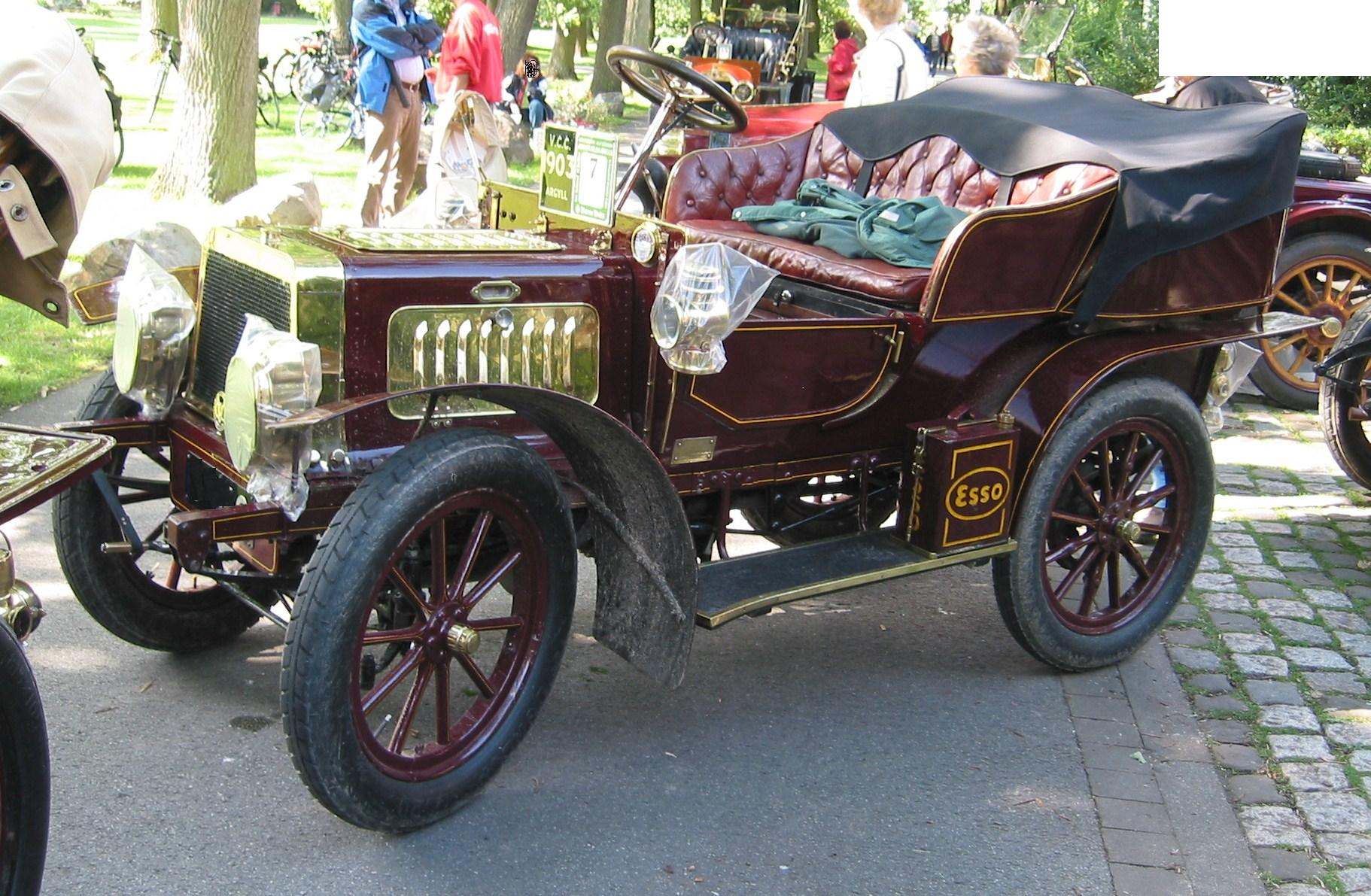
Argyll 10/12HP Тonneau

У 1901 році ця машина взяла участь у п'ятиденному пробігу на витривалість, стартувавши з Джон О'Гроут до Лендс Енду, машина єдиною з тих, що брали участь, дійшла до фінішу без штрафних пунктів, а коробка передач, яка мала дуже компактні розміри, показала себе з найкращого боку. 1902 року замість цієї моделі виходить у світ нова, яка мала 8-сильний літровий мотор від Simms, не дивлячись на зовнішню схожість цих машин, остання мала кермо, а не важелі. Через рік цю машину змінює 9-сильний автомобіль з 940-кубовим мотором від De Dion і 10-сильна 2-циліндрова з 1.2 л мотором фірми Clement, дизайн машин вже відрізнявся від тих, що йшли з 1900 року. Їх насамперед відрізняв довгий капот, незабаром з'явилася і 3-циліндрова машина 12/14НР з 2.3 л двигуном власної конструкції.
До 1904 року фірма стає одним з наймасовіших виробників автомобілів у Великій Британії, випускаючи по 15 машин на тиждень, в цей же час Гован вирушає в турне Європою та США, щоб ознайомитися з виробництвом автомобілів на цих материках. Особливо його вразив завод фірми Packard, який був найсучаснішим і найбільшим в світі на той момент, він приходить до висновку, що треба стандартизувати виробництво, що може і не допомогло б випускати більше автомобілів, але допомогло б знизити собівартість і відпускну ціну на автомобілі, але тим не менш машини цієї марки продовжували збирати в ручну, кузови машин покривалися в 35 шарів лаку і перед передачею автомобіля замовнику його тестували протягом 100 км.

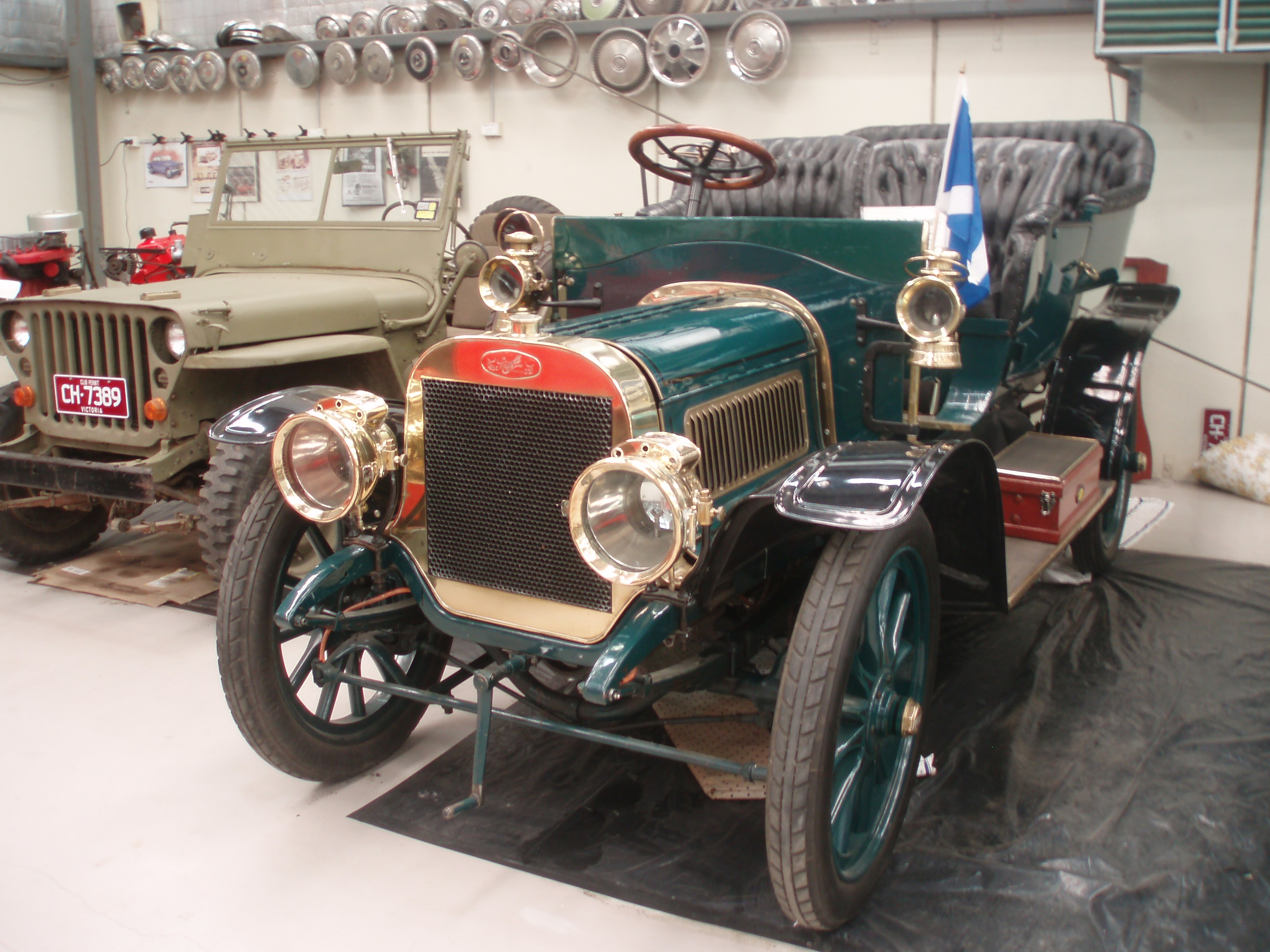
Argyll 14/16HP Tonneau

У 1905 році фірма починає будувати новий завод в місті Александрія, що є за 20 км від Глазго. Новий завод повинен був впоратися з потоком замовлень, оскільки на старому місці доводилося працювати і в нічну зміну. Попутно фірму перейменували в Argyll Motors Ltd. Успіх марки полягав не тільки в надійності конструкції, але і завдяки успіхам у змаганнях. Так в 1905 році два автомобілі марки Argyll брали участь в Турист Трофі, які проходили на острові Мен, один з них фінішував восьмим у загальному заліку. В цей же час модельний ряд значно розширився, у виробництві зі старих моделей залишалися тільки 3-циліндрова машина, якій компанію складали 2- і 4-циліндрові моделі: 10/12HP з 2-літровим мотором; інші машини мали 4 циліндри, такі як 12/14HP 2.4 л, 16HP з 3.2 л мотором, 14/16HP 3.05 л і 16/20HP 3.7 л, всі машини, окрім моделі 16НР, оснащувалися власними моторами, а 16НР мала двигуни французької фірми Aster.

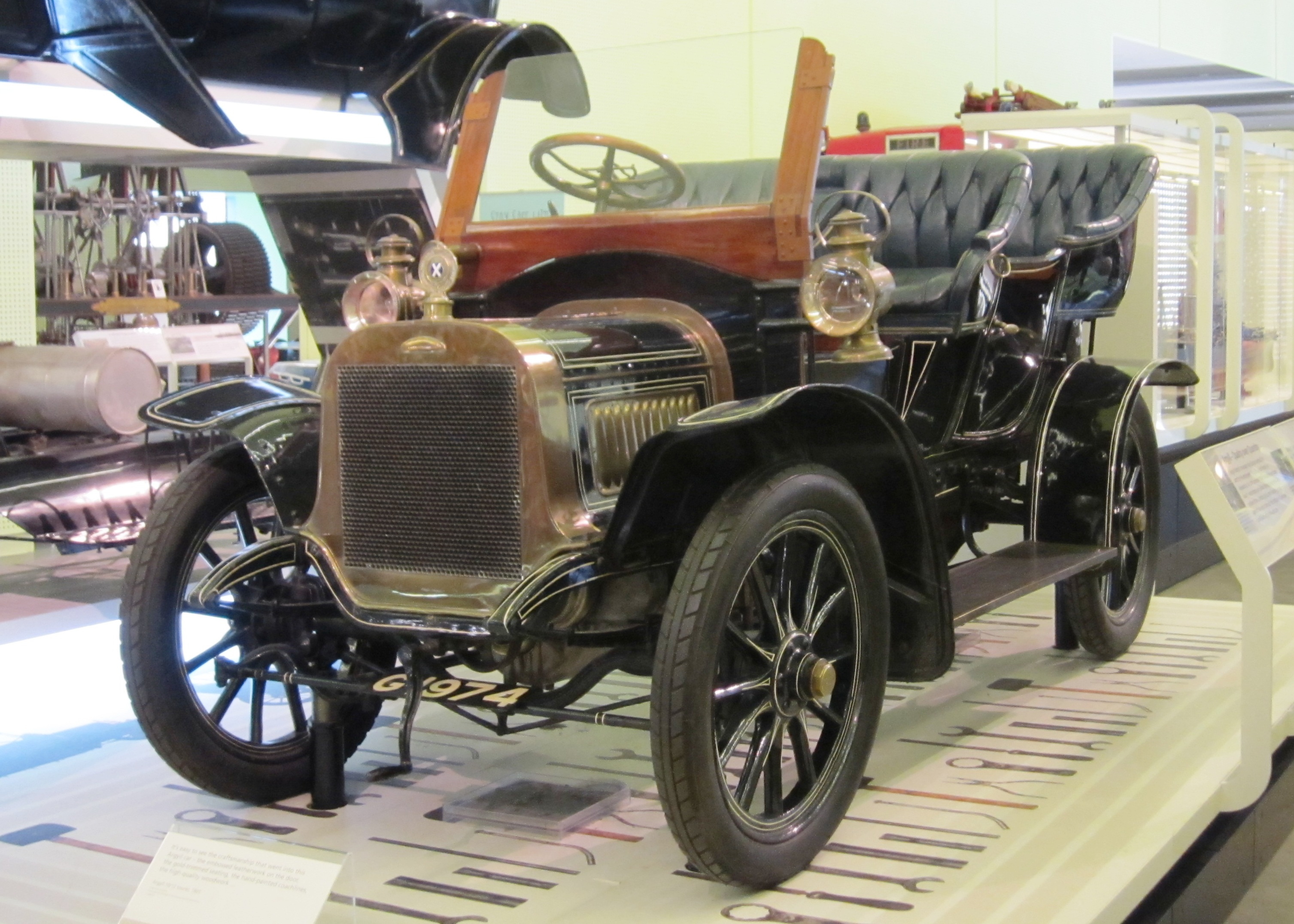
Argyll 10/12HP Tourer

У червні 1906 року Лорд Монтегю відкрив завод, при відкритті було сказано, що це найсучасніший, великий і дорогий автозавод у Британії, що насправді й було, оскільки споруда нового заводу коштувала компанії в 200 000 фунтів, у той час як компанія Napier, яка будувала свій завод в той же час приблизно на такій же ділянці (25 проти 24 акрів) витратила всього 32 000 фунтів. Крім Лорда Монтегю на відкриття заводу було запрошено ще 300 високопоставлених гостей з Лондона, які прибули на спеціально замовленому поїзді. Завод же був оброблений мармуром, приміщення для 1500 робітників, серед яких були різні механіки, кузовщики, інкрустатори кузовів і полірувальники (цю професію полюбляли жінки), були дуже просторими. Роздягальні мали окремі шафки, в які вішали комбінезони, душові мали холодну і гарячу воду. У будівлі був ресторан, які пропонував різноманітні страви своїм працівникам у будь-який час робочого дня. Також було своє відділення швидкої допомоги, велотрек, футбольне поле, ділянка, на якій можна було потренуватись у стрільбі з гвинтівки, і чоловічий хор. Гован, що виріс сам у злиднях, намагався запропонувати найкращі умови праці своїм робітникам, і працівники старалися, такого робочого місця втрачати не хотілося.
Модельний ряд цього року поповнився топової моделлю, яка мала під капотом 4.8 л 4-циліндровий двигун — 26/30НР. У цьому ж році два дилери марки з Ньюкасла — Джордж і Джоблінг, беруть участь у Турист Трофі, де посідають друге місце, однак на фініші цей екіпаж дискваліфікували, оскільки вони втратили баласт. Тим часом Алекс Гован на деяких змаганнях і сам сідав за кермо, розуміючи, що спорт і перемога в ньому — головний рушій торгівлі. 1906 року фірма виробляла 1000 автомобілів, що ставило її в п'ятірку найбільших виробників Британії, а от каталог фірми був найбільшим у світі на той момент, він був завтовшки в 100 сторінок, оскільки асортимент моделей, кузовів і варіантів був дуже великим.

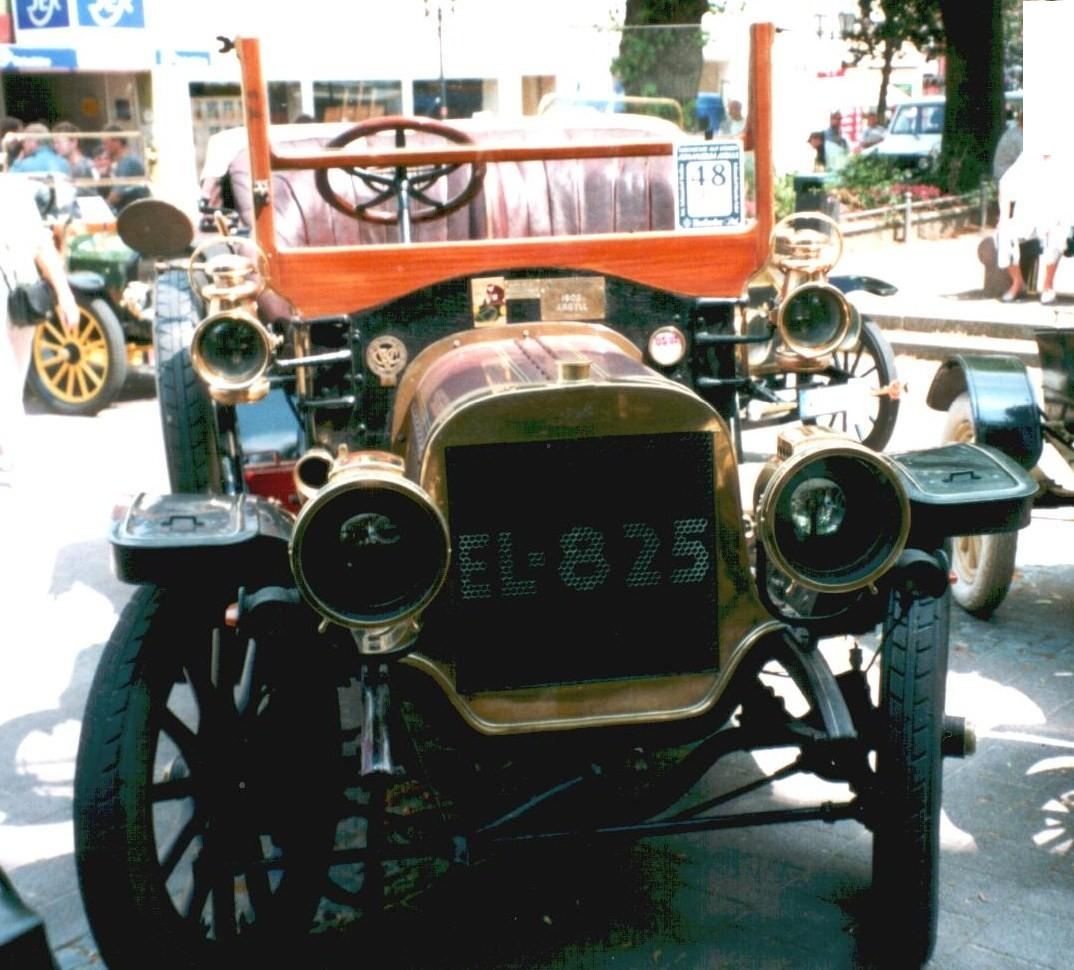
Argyll 40HP Tourer-Limousine

Але вся ця пишність була затьмарена смертю Олександра Гована, за звичкою він провів бізнес-ланч зі своїми бізнес-партнерами в найкращому ресторані Глазго, після обіду він відчув себе не дуже добре. Рівно через десять днів він помер у себе в будинку від крововиливу в мозок, за однією з версій його отруїли. Спочатку на місце Гована став Ендрю Морріс Томсон, його молодий помічник, але рада директорів порахувала, що молодий інженер був занадто молодим для такого посту, тому директором зробили менеджера з лондонського салону фірми — Юстаса Уотсона. Уотсон намагався утримати фірму на плаву, адже майже всі плани і секрети Гован забрав з собою в могилу. Уотсон розробив кілька моделей, в числі яких були 10/12НР і 12/16НР, блоки обох автомобілів мали один-єдиний блок, у той час звичайною практикою було мати спарені блоки або моноблоки. 1908 року з'явилася модель 40НР з 6.3 л 4-циліндровим мотором, конструкція мотора була підглянена у фірми Aster, ця машина виграла шотландські змагання на витривалість у своєму класі.
У середині липня відбулася позачергова зустріч директорів, на якій було вирішено оголосити про самоліквідацію фірми, оскільки скупчилася деяка заборгованість, також завод не вийшов на проєктну потужність, вона дорівнювала 2500 автомобілів на рік, а випускалося максимум 1200 машин.

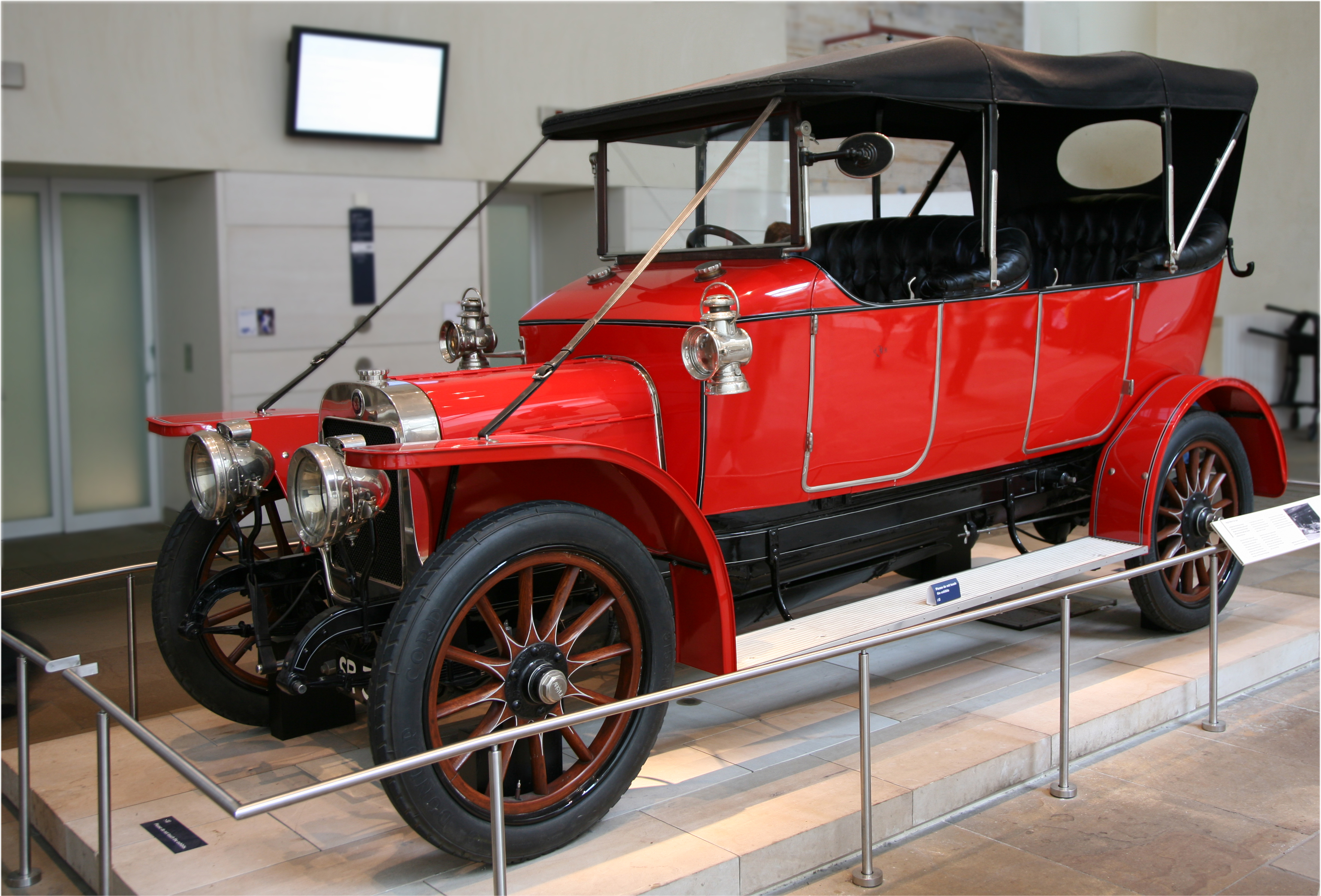
Argyll 15HP Tourer

Банкротним керуючим був призначений Джон Смарт Метью, людина з Dunlop Tyre Company, яка була основним кредитором фірми. Метью зміг швидко розібратися в ситуації, і вже в лютому 1909 року була заснована нова фірма — Argyll Ltd, яка почала виробництво нової і поки що єдиної моделі — 12/14НР з 2.2 л 4-циліндровим двигуном. Метью зміг підписати контракт на поставку 50 таксомоторів в Нью-Йорк. Через вісім місяців в кабінет до Метью постукала людина на ім'я Пітер Берт, якого після розмови Метью бере на роботу. 1910 року з'являється ціла серія автомобілів, які отримали нову коробку передач, відмінну по конструкції від коробок Гована, вони були традиційнішими, з одним важелем, плюс отримали 4 ступінь. Нові моделі складалися з 2-циліндрової моделі 10НР з 1.8 л моноблоковим двигуном, 4-циліндрових 15НР з 2.4 л двигуном, 20НР з 3.5 л двигуном і 6-циліндрової 30НР, найвідомішою з них стала 15-сильна машина, яка отримала прізвисько Flying Fifteen.

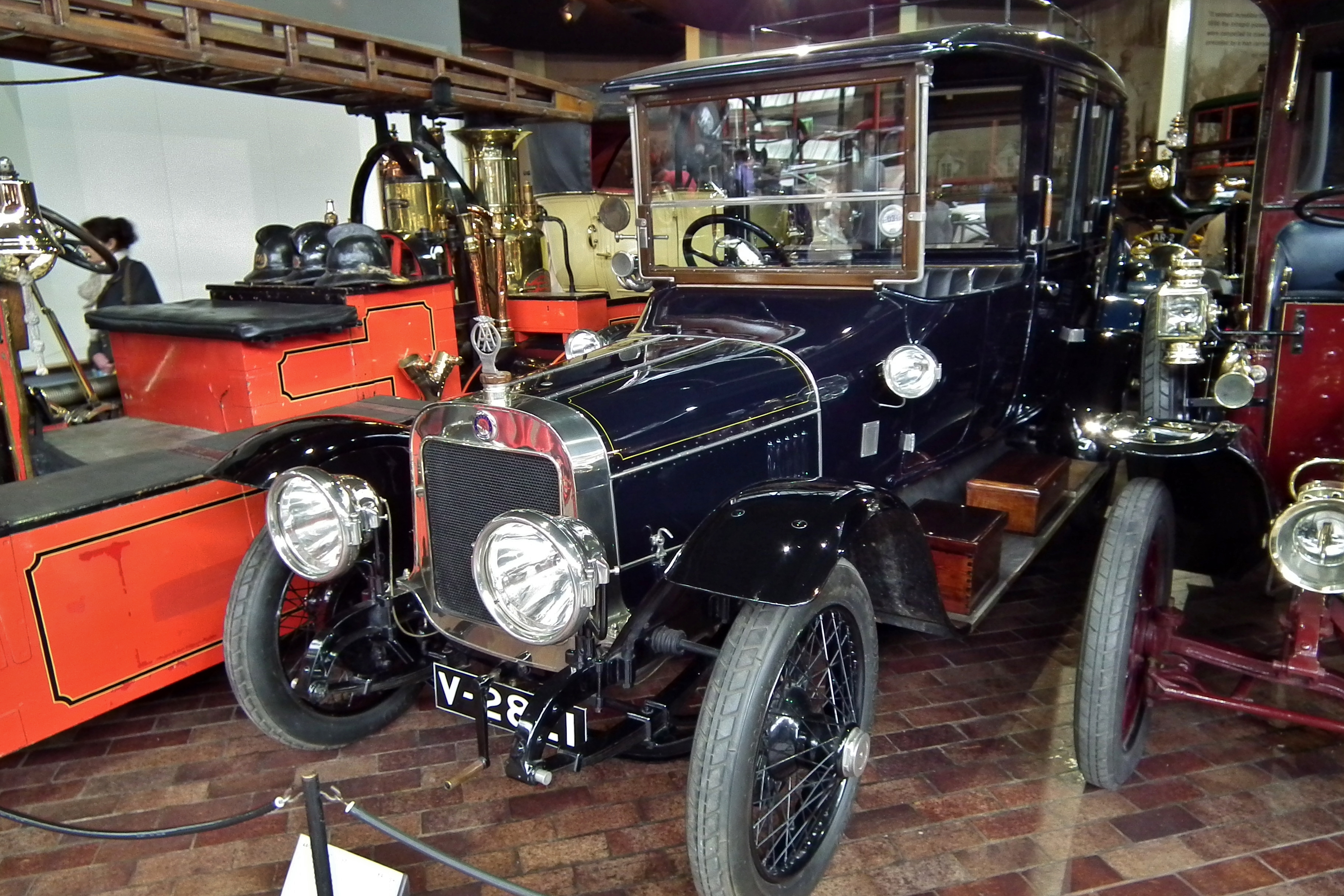
Argyll 15/30HP Saloon

У 1910 році фірма принесла прибуток, продажі зросли з 240 до 450 автомобілів. 1911 року з'являється нова модель — 12НР з 2-літровим 4-циліндровим мотором, родзинкою якої стала наявність гальм всіх 4 коліс, за кілька років до цього конкурент фірми — шотландська фірма Arrol-Johnston вже використовувала гальма всіх коліс на своїх машинах, і якраз в 1911 році машини цієї шотландської фірми позбулися цієї опції. Педаль задіювала передні колеса, а важіль приводив у дію задні. Систему впровадив інженер фірми Джон Мередіт Рубері, який запатентував її в 1910 році разом з Анрі Перро. Систему Перро-Рубері Hispano-Suiza, Talbot і Delage впровадили тільки в 1919 році, а Bentley і Lorraine-Dietrich — в 1924 році. У березні 1912 року скотти знову здивували світ, Берт приготував новий мотор, який мав золотниковий механізм, але, на відміну від моторів системи Найта, мав не два канали, в всього один, який впускав паливо і випускав гази, він був набагато надійнішим «американської» системи, яку використовувала фірма Daimler. У проєктуванні мотора брали участь шотландець Арчі МакФейл Нівен і канадець МакКоллумн. Двигун 2.6 л встановили на шасі моделі 15НР, попутно встановивши на них гальма всіх коліс, які тепер приводилися в дію або тільки педаллю, або тільки важелем, машину назвали 15/30НР, а випробували її, пригнавши на Лондонське автошоу своїм ходом з Александрії.
Незабаром модельний ряд поповнився більш великою і дрібною моделями з моторами аналогічної конструкції: 25/50НР з 4.1 л і 12/18НР 2 л, крім них у виробничій програмі була ще модель 14НР з традиційною конструкцією мотора, її об'єм дорівнював 2.1 л. 1913 року, щоб довести перевагу своєї машини, фірма приганяє модель 15/30НР на трасу в Брукландс, де машина ставить 26 рекордів швидкості для цієї траси, в тому числі показує середню швидкість в 117 км/год за 14 годин намотування кіл на цій трасі. Але, не дивлячись на цей рекорд і наступні, комерційного успіху не було, але швейцарська фірма Picard-Pictet купує ліцензію на цей мотор. Тут приходять зовсім погані вісті, американець Найт і фірма Daimler, що представляла його інтереси в Британії, подають на шотландську фірму в суд, ніби Найт запатентував і одноканальний двигун, хоча і не побудував його, після довгих суперечок шотландська фірма на свої гроші будує двигун по кресленнях Найта і доводить недієздатність його ідеї, після чого суд вирішує спір на користь шотландської компанії.

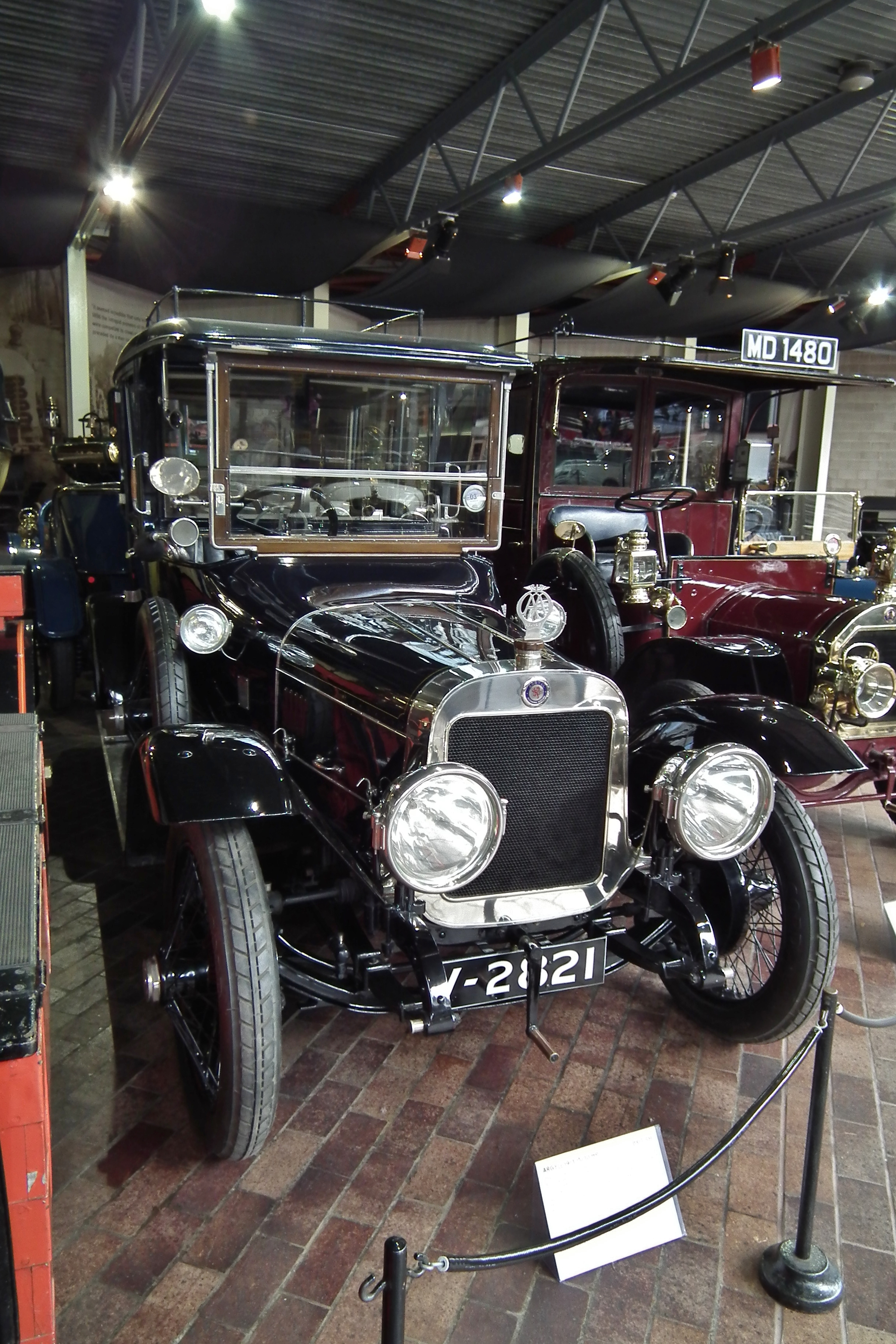
Argyll 15/30HP Saloon

Але тут постає інша проблема, рада директорів почала пред'являти претензії полковнику Метью, ніби інша шотландська фірма — Arrol-Johnston мала всього одну модель 15.9НР, а продавала її в куди більших кількостях і куди дешевше, ніж фірма Argyll. У березні 1914 року різко падає ціна на акції фірми, Метью звертається до акціонерів, щоб ті врятували фірму від загибелі, але ті навіть не спробували втрутитися в ситуацію, Arrol-Johnston спочатку виявив інтерес до фірми, але рада директорів цієї шотландської компанії вирішила не купувати фірму з заводом, який знаходився в більш ніж ста кілометрах від головного офісу. Інтерес до фірми проявила і фірма Darracq, проте Шотландський Банк, основний кредитор фірми, відмовляє в продажу цим панам з франко-англійської компанії, хоча ті були згодні зберегти цілком прогресивну виробничу програму фірми. Полковника Метью відправляють у відставку в кінці весни, замість нього ставлять Блекмана, під керівництвом якого фірма ліквідується, але Метью залишається в раді директорів, Блекман робить ревізію і приходить до висновку, що треба випускати всього одну модель, причому примітивної конструкції. Метью наполягав на продажі фірми компанії Darracq, яка пропонувала ще більшу суму, ніж давала раніше, але знову Darracq отримує відмову, розлючений Метью заявив, що рада директорів не зможе впоратися із управлінням, і остаточно йде з компанії.
Тут якраз починається війна, полковник Метью призивається в армію, а завод продається британському адміралтейству, яке засновує в ній фірму Royal Naval Torpedo Factory, яка починає виробляти торпеди. Саму компанію в листопаді 1915 року викуповує колишній менеджер з продажу фірми — Джон Брімлоу, який, як і Метью, вболівав за свою продукцію, він перейменовує своє придбання в Argyll Motor Company. Він заявив, що продовжить випускати автомобілі в старих приміщеннях на вулиці Хозьєр, що в Глазго (з того моменту, як фірма переїхала в Александрію, ці приміщення були перебудовані в сервісний пункт компанії), відразу після закінчення військових дій, а поки він продовжував обслуговувати автомобілі цієї марки. Патент на безклапанні двигуни був проданий іншій фірмі — Wallace Ltd, яка своєю чергою перепродала конструкцію через якийсь час американській фірмі Continental Motors.
У 1920 році на Лондонському автомобільному шоу була представлена машина Argyll 15.9НР, яка була довоєнним 15/30НР, на яку встановили електричний стартер, проте були загублені гальма передніх коліс, щоб здешевити дорогу машину. 1922 року з'являється ще одна модель — 12НР з 1.5 л двигуном, який збирався фірмою Greenwood & Batley за ліцензією компанії Wallace, яка володіла патентом і яка і розробила цей двигун. 1923 року в США починається виробництво 8-циліндрової машини компанією Frontenac Motors Corp, главою фірми був Луї Шевроле. Мотор цей був побудований за конструкцією, розробленою інженерами фірми Argyll. 1926 року на шоу була показана спортивна версія цієї моделі — 12/40НР, яка отримала гальма на всі колеса.

## Припинення виробництва автомобілів
Через рік анонсується ще одна модель — 18/50НР з 6-циліндровим 2.4 л двигуном, у якого була вже звичайна клапанна система, але виробництво цієї машини не почалося, оскільки фірма в четвертий раз мала заявити про свою неспроможність. До цього часу було побудовано всього 300 автомобілів цієї марки, з них всього 11 машин моделі 15.9НР. Проте останній автомобіль був виготовлений в 1928 році, після чого компанія вела свою діяльність ще чотири роки, пропонуючи обслуговування та ремонт автомобілів, і не тільки марки Argyll. Фірма з 1932 року нічим не займалася, її назва проіснувала в комерційному реєстрі до 1963 року.

## Відновлення марки
У 1976 році Боб Хендерсон, настроювач моторів, який встиг попрацювати у фірмі Jaguar Cars і тепер володів власною фірмою Minnow Fish Carburetters в Лохгілпхеді, і Ендрю Сміт, місцевий фермер і гонщик, вирішують збудувати спортивну машину. Вони довго не могли придумати назву свого проєкту, але якось, сидячи на кухні ферми Сміта, вони поділилися планами з одним із друзів. Друг виявився нащадком інженера Арчі Нівена, який колись працював на Argyll, він розповів про цього виробника, і оскільки торгова марка Argyll була вільна з 1963 року, то Сміт і Хендерсон вирішили дати цю назву своєму дітищу.
Сам автомобіль був побудований з просторової рами, кузов його був виготовлений зі склотканини фірмою Avon Coachwork. Як донори виступили автомобілі марок Triumph, Ford, Volvo і Rover, від останнього був взятий 3.5 л V8 мотор, на який було встановлено турбонаддув. Хендерсон був фанатом турбін, і в планах була установка двигуна від SAAB з турбонаддувом, при цьому шведська фірма ще не почала будувати машини з турбонагнітачами. Кінцевий варіант автомобіля був готовий в 1983 році.

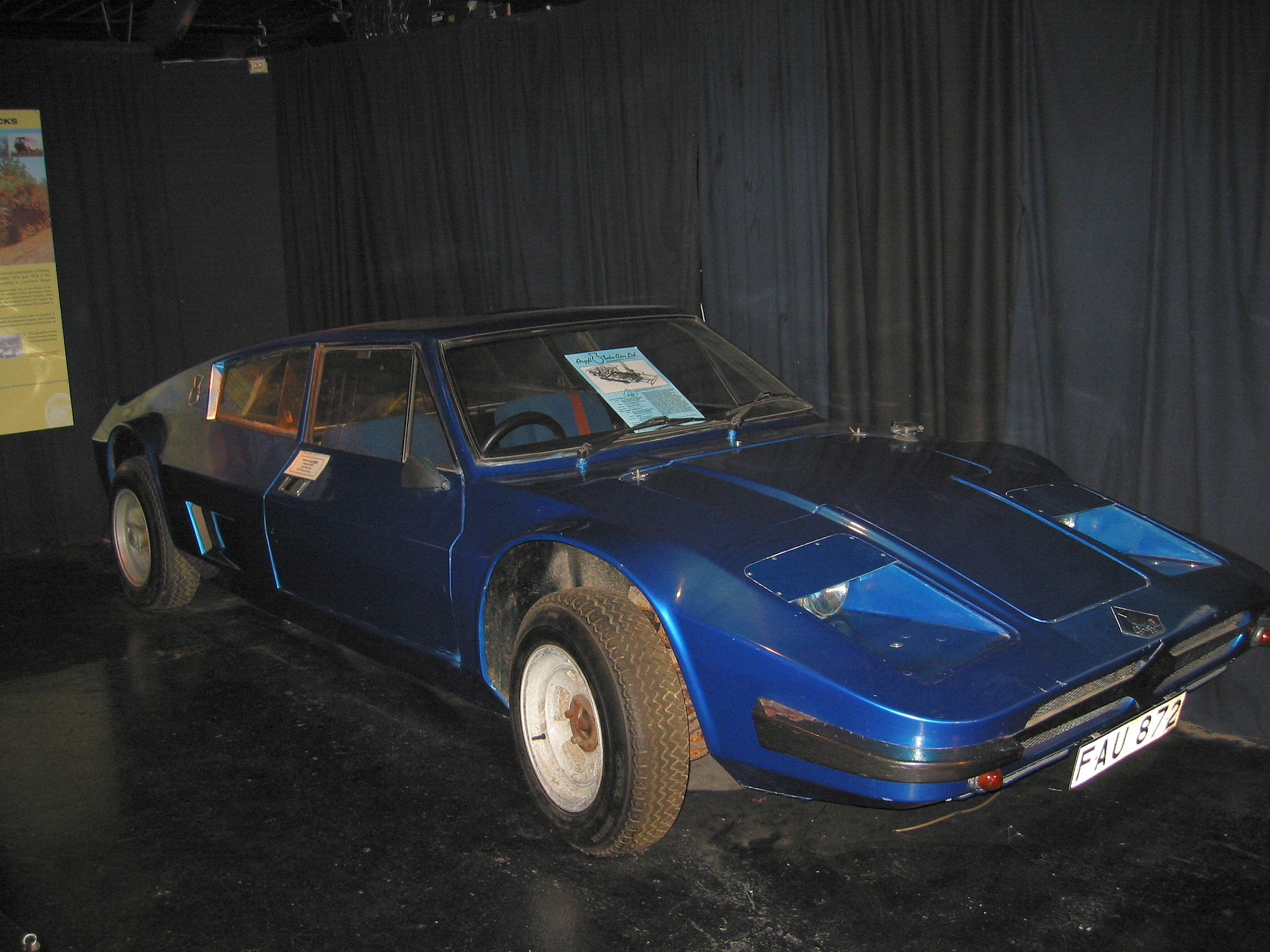
Argyll Turbo GT

Новинку виставили на Шотландському автошоу в жовтні 1983 року, а ціна на неї була оголошена дорожча, ніж на Ferrari 308 GTB, але, тим не менш, деякі багаті диваки замовили собі цей продукт. Але, на відміну від прототипу, на якому був V8, потужністю 250 к.с., що дозволяло розганятися до 260 км/год, а першу сотню розмінювати за 6.4 секунди, на «серійних» машинах міг стояти або V6 2.7 л від Renault, на який також був встановлений турбокомпресор, який у результаті дозволяв знімати 220–230 к.с. з мотора, або 2.0-літровий турбомотор від Lancia Beta. Пізніше Хендерсон дістав нові V6 від Buick, які чомусь були забраковані і не використовувалися на Indy 500, для якого і були побудовані. Коробки передач використовувалися від німецької фірми ZF, і були аналогічні тим, що Maserati ставила на свої суперкари 70-x — Bora. Поява менших за габаритами моторів була обумовлена тим, що Хендерсон і Сміт вирішили зробити свої автомобілі з центральним розташуванням мотора 4-місними, не дивлячись на те, що автомобіль був класу Гран Туризмо, на ньому спокійно могла подорожувати молода сім'я, оскільки посадкова формула була 2+2.

## Закриття компанії
Проєктна потужність дорівнювала дванадцяти автомобілям на рік, на яку так і не вийшли, пропонувалися машини до 1990 року, після чого марка зникла з каталогів. Однак Хендерсон заявив, що якщо знайдеться певна кількість замовлень, то можливо старовинна шотландська марка знову з'явиться в проспектах.

## Список автомобілів Argyll
- 1900 — Argyll 2 ¾HP
- 1901 — Argyll 5HP
- 1902 — Argyll 8HP
- 1903 — Argyll 9HP
  - Argyll 10/12HP
  - Argyll 12/14HP
- 1905 — Argyll 10/12HP
  - Argyll 12/14HP
  - Argyll 16HP
  - Argyll 14/16HP
  - Argyll 16/20HP
- 1906 — Argyll 26/30HP
- 1908 — Argyll 40HP
- 1909 — Argyll 12/14HP
- 1910 — Argyll 10HP
  - Argyll 15HP
  - Argyll 20HP
  - Argyll 30HP
- 1911 — Argyll 12HP
- 1913 — Argyll 15/30HP
  - Argyll 25/50HP
  - Argyll 12/18HP
- 1915 — Argyll 14HP
- 1920 — Argyll 15.9HP
- 1922 — Argyll 12HP
- 1926 — Argyll 12/40HP
- 1927 — Argyll 18/50HP
- 1983 — Argyll Turbo GT